# Anelasmocephalus
Anelasmocephalus is een geslacht van hooiwagens uit de familie Trogulidae (Kaphooiwagens).
De wetenschappelijke naam Anelasmocephalus is voor het eerst geldig gepubliceerd door Simon in 1879. 

## Soorten
Anelasmocephalus omvat de volgende 15 soorten:
- Anelasmocephalus balearicus
- Anelasmocephalus bicarinatus
- Anelasmocephalus brignolii
- Anelasmocephalus calcaneatus
- Anelasmocephalus cambridgei
- Anelasmocephalus crassipes
- Anelasmocephalus hadzii
- Anelasmocephalus lycosinus
- Anelasmocephalus oblongus
- Anelasmocephalus osellai
- Anelasmocephalus pusillus
- Anelasmocephalus pyrenaicus
- Anelasmocephalus rufitarsis
- Anelasmocephalus tenuiglandis
- Anelasmocephalus tuscus